# Olastjärnen (Ljusdals socken, Hälsingland)
Olastjärnen är en sjö i Ljusdals kommun i Hälsingland och ingår i Ljusnans huvudavrinningsområde.